# David Fisher (Politiker)

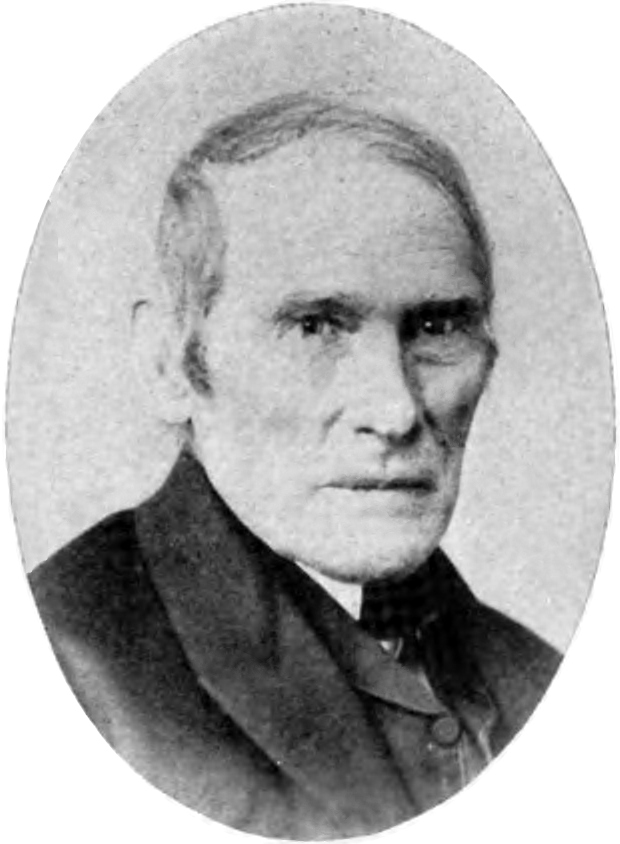
David Fisher

David Fisher (* 3. Dezember 1794 im Somerset County, Pennsylvania; † 7. Mai 1886 in Ohio) war ein US-amerikanischer Politiker der United States Whig Party. Vom 4. März 1847 bis 3. März 1849 war er Mitglied des Repräsentantenhauses der Vereinigten Staaten für den 2. Kongressdistrikt des Bundesstaates Ohio.

## Biografie
David Fisher wurde in Pennsylvania geboren. 1799 zog er mit seinen Eltern nach Point Pleasant um. Dort bildete er sich selbst und war anschließend Laienprediger Zeitungsredakteur. 1834 war Fisher Mitglied des Repräsentantenhauses von Ohio. 1844 bewarb er sich erfolglos als Gouverneur von Ohio. 1846 war er Redakteur und Inhaber einer Zeitung in Wilmington. 
Bei den Wahlen zum Repräsentantenhaus 1846 wurde er als Vertreter des 2. Distrikts von Ohio ins US-Repräsentantenhaus gewählt. Im Kongress hatte er einen Sitz neben John Quincy Adams. Während einer Sitzung am 23. Februar 1848 fiel der mit seinem zweiten Schlaganfall in Fishers Arme und starb. Fisher war kein Kandidat für eine Wiederwahl 1848 und schied 1849 wieder aus dem House aus. Er zog nach Cincinnati um, wo er wiederum als Redakteur tätig war. 1849 und 1850 war er Stadtrat in Cincinnati. 
1886 starb Fisher in der Nähe des Mount Holly in Ohio und wurde auf dem Wesleyan Cemetery in Cincinnati beigesetzt. 